# Ponsonby (Kumbria)
Ponsonby – wieś i civil parish w Anglii, w Kumbrii, w dystrykcie (unitary authority) Cumberland. W 2001 miejscowość liczyła 92 mieszkańców.